# Hangar (gruppo musicale)
Gli Hangar  sono un gruppo musicale progressive power metal brasiliano; molto celebri in patria, sono poco affermati negli altri continenti, sebbene molto attivi.
Il loro stile richiama alla mente i ben più celebri conterranei Angra, avendo come comune denominatore uno stampo progressive metal con innesti di musica brasiliana, ma si discosta per una matrice più orientata al Trash anziché al Power metal: merito anche del timbro molto aggressivo dei vari frontman che si sono succeduti, compreso l'attuale Pedro Campos.
Altra caratteristica che li accomuna ai colleghi Angra (oltre all'evidente assonanza) è il fatto che per un periodo il batterista Aquiles Priester abbia militato in entrambe le formazioni, con un sound molto riconoscibile.
Gli Hangar restano tuttavia un band difficile da etichettare, avendo pubblicato album molto pop, alternandoli a produzioni molto più classicamente heavy, non disdegnando ampi fronzoli virtuosistici all'interno delle composizioni.

## Formazione

### Formazione attuale
- Pedro Campos - voce
- Cristiano Wortmann - chitarra, cori
- Eduardo Martinez - chitarra, cori
- Nando Mello - basso
- Aquiles Priester - batteria
- Fábio Laguna - tastiera, cori

### Ex componenti
- Felipe Trein - basso (1997-1998)
- Michael Polchowicz - voce (1997 - 2005)
- Nando Fernandes - voce (2006 - 2008)
- Humberto Sobrinho  - voce (2009 - 2011)
- André Leite - voce (2011 - 2012)

## Discografia

### Album
- Last Time (1999)
- Inside Your Soul (2001)
- The Reason of Your Conviction (2007)
- Last Time Was Just The Beginning (2008)
- Infallible (2009)
- Acoustic, but Plugged In! (2011)
- Stronger Than Ever (2016)

### Raccolte
- The Best of 15 Years (Based On a True Story...) (2014)

### Videografia
- Haunted By Your Ghosts in Ijui (2012)